# 柳子華
柳子华（?—?），唐朝京兆华原人，出自河东柳氏，義川令柳明偉之孙，邠州司戶參軍柳正禮之子，柳公绰、柳公权的伯父。
永泰初年，为严武西蜀剑南府的判官，严武表奏他为成都县令。升任池州刺史。唐代宗将驾临华清宫，先命修葺，想要让柳子华为京兆少尹，京兆尹讨厌他为人刚直，阻止了这项任命，于是为昭应县令、知府东十三县捕贼。转任检校金部郎中、修葺华清宫使。在市内设棘围，对城中百姓：“百姓有将华清瓦石材料拿去使用，放在棘围中，超过三日不还的处死。”不到一日，瓦石材料已经堆积如山，修缮所需基本够用。宰相元载有别墅，以奴仆主持事务，自称郎将，仗势行暴，租赋未尝入官。柳子华在这个奴仆入谒之时，将他收付下狱，劾发他原有的罪行，处以杖杀，一县惊伏。元载不敢怨，派遣属吏厚谢。元载想要用他为京兆尹，未任而亡。柳子华自知身体不好，死期将近，预先写下墓志铭。他有知人之明。弟弟柳子温的儿子柳公绰生下来三日，他去看，对柳子温说：“爱惜此兒，他的福祚我们兄弟不能及。兴我家门的是这个孩子。”于是以起之作为柳公绰的表字。

## 子孙
- 子：柳公度，光祿少卿
  - 孙：柳讜，字匡言
- 子：柳公器
  - 孙：柳希顏
    - 曾孙：柳珮，字輝長

  - 孙：柳仲遵
    - 曾孙：柳璨，字昭之
    - 曾孙：柳瑀
    - 曾孙：柳瑊